# احمد الشوم
احمد الشوم (عربی: أحمد علي الشوم؛ زادهٔ ۳ اوت ۱۹۸۳) بازیکن فوتبال اهل لبنان بود.
از باشگاه‌هایی که در آن بازی کرده‌است می‌توان به باشگاه فوتبال الانصار لبنان اشاره کرد.
وی همچنین در تیم ملی فوتبال لبنان بازی کرده‌است.